# トゥスクルム

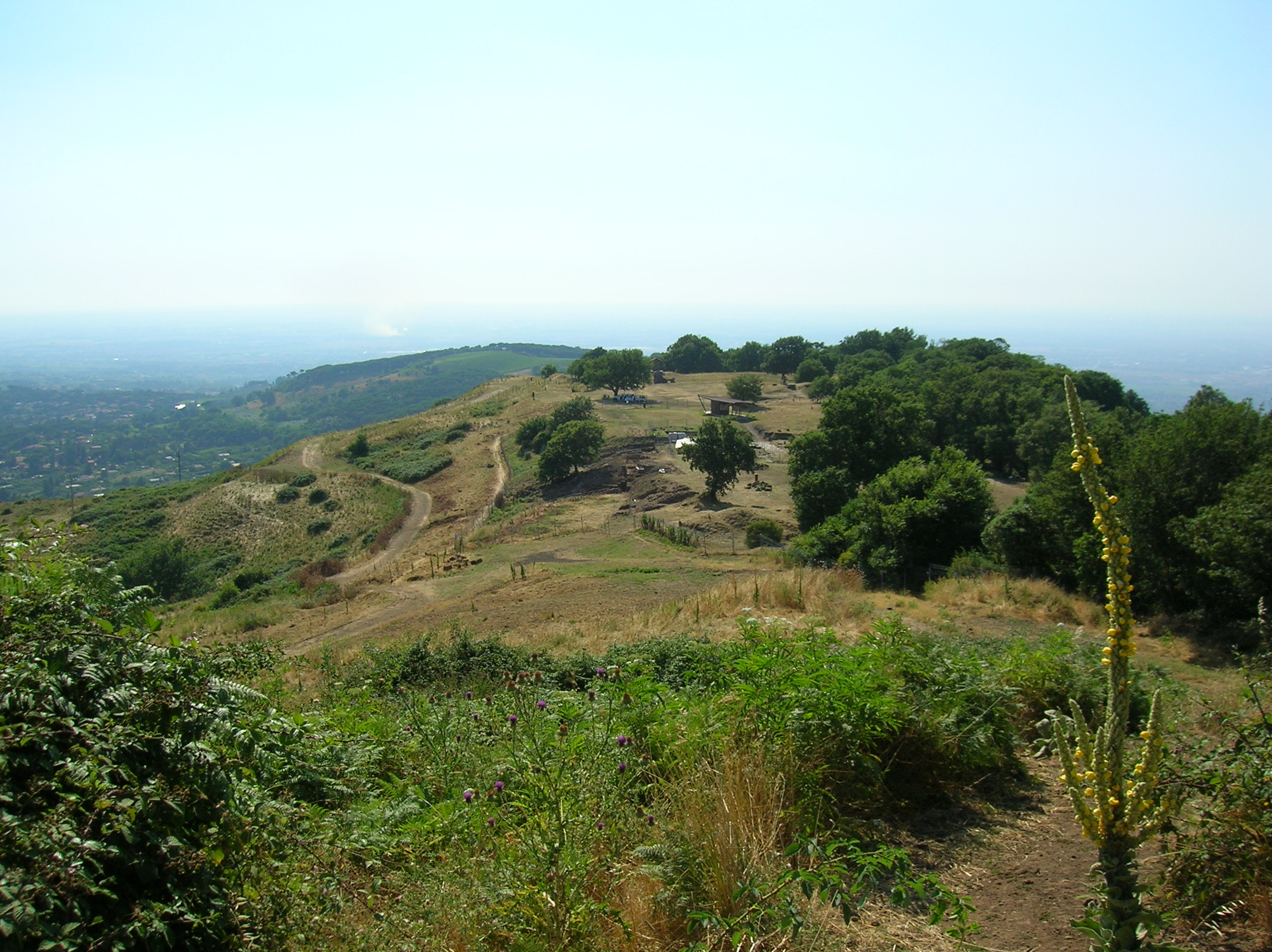
トゥスクルムの遺跡

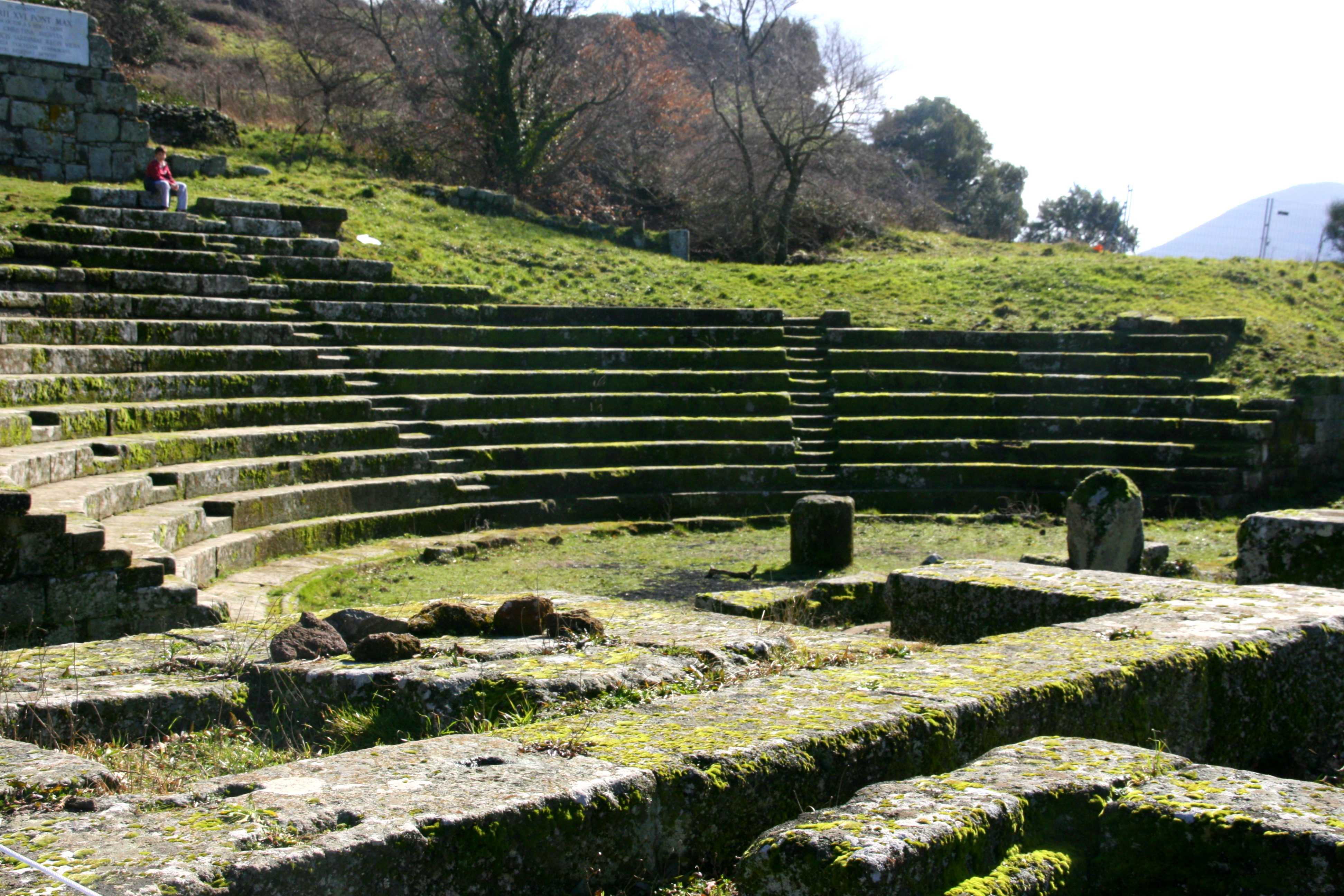
劇場跡

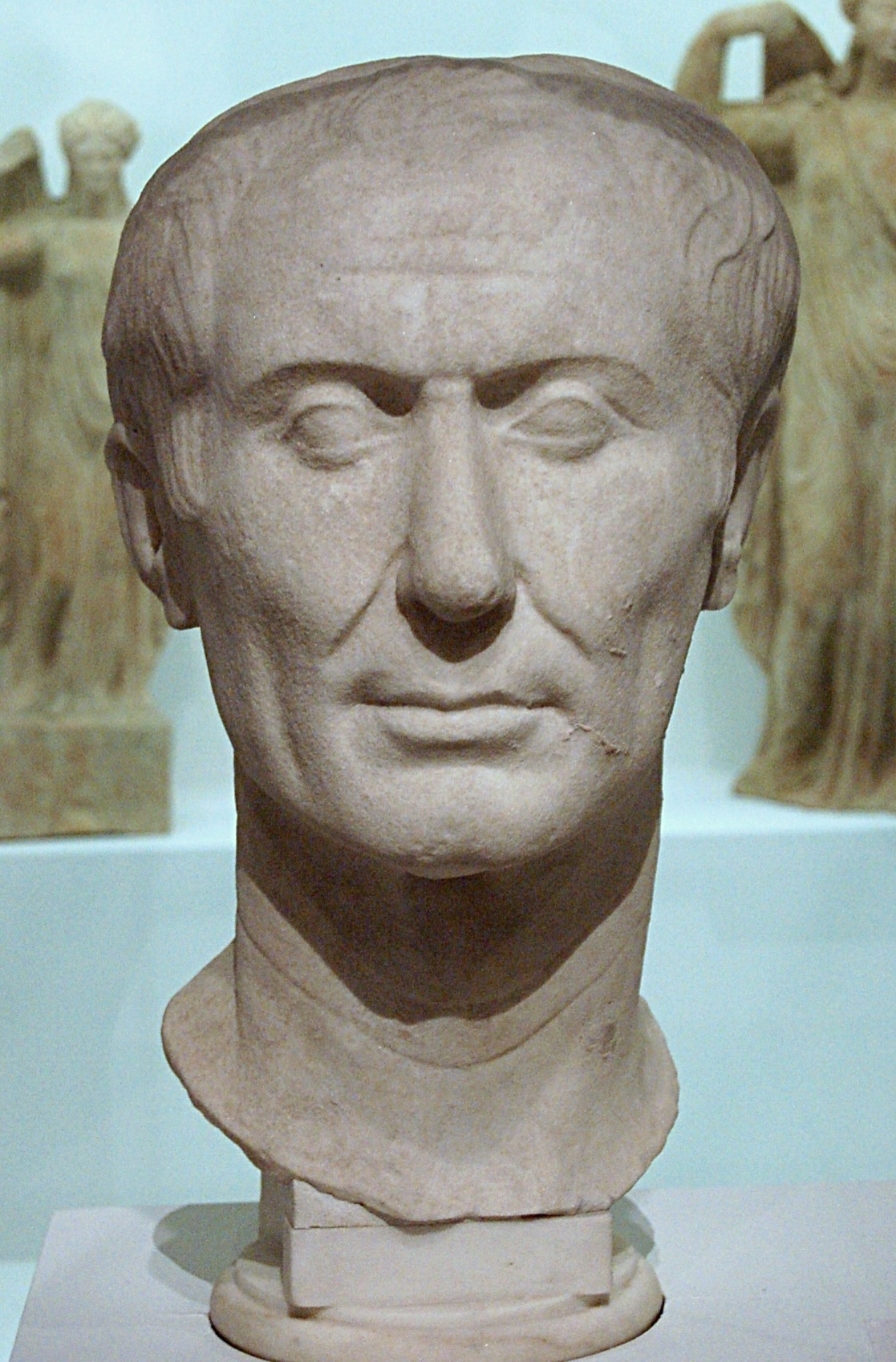
トゥスクルム出土のカエサルの胸像（Tusculum portrait）

トゥスクルム（羅: Tusculum）は、イタリアのローマ近郊に存在した都市。
古代ローマのキケロの著作『トゥスクルム荘対談集』や、中世ローマ教皇庁を牛耳った名家「トゥスクルム伯家」で知られる。
現在のフラスカーティ付近、アルバン丘陵のトゥスコロ（伊: Tuscolo）の丘に遺跡がある。

## 歴史

### 古代
鉄器時代初期にラテン人の居住地となり、ラティウム地方の都市国家の一つとなった。伝説ではテレゴノスが創建した、あるいはアルバ・ロンガの植民市だったとされる。
紀元前496年、ラティウム同盟の一翼を担い、共和政ローマとレギルス湖畔の戦いで対決した。その後ローマと友好的になり、紀元前381年、ラティウム諸都市で初めてローマ市民権を与えられ、ローマ支配下のムニキピウム（自治都市）となった。以降ローマに忠誠を尽し、アエクイ人、ウォルスキ人との戦いに参加した。
天候と景観に恵まれたトゥスクルムはローマ富裕層の避暑地となり、ルクルス、マエケナス、ティベリウスらの別荘（ウィラ）が近郊に立ち並んだ。キケロのトゥスクルム荘は『トゥスクルム荘対談集』など哲学著作の執筆地となり、アテナイのアカデメイアやリュケイオンを模した空間が設けられていた。弁論家クラッススのトゥスクルム荘はキケロ『弁論家について』の舞台となった。小プリニウスのトゥスクルム荘はトスカーナ荘などとともに庭園史に名高い。
出身者に大カトーがいた。マミリウス氏族、フルウィウス氏族、フォンテイウス氏族、ユウェンティウス氏族、ポルキウス氏族などの輩出地でもある。

### 中世
10世紀から12世紀、トゥスクルム伯家が一帯を支配した。同家の女性マロツィアがローマ教皇の愛妾となると、教皇庁は同家の傀儡となった（ポルノクラシー）。1191年、トゥスクルムはローマに敗れ破壊された。

### 近現代
市壁や劇場、別荘の遺跡が発掘されている。